# 卡塔尔埃米尔
卡達国埃米尔是卡塔尔的君主，由阿勒薩尼家族统治。

## 阿勒萨尼王朝

### 统治者（哈基姆）
- H.H 谢赫 穆罕默德·本·薩尼，1847－1878
- H.H 谢赫 賈希姆·本·穆罕默德·阿勒薩尼，1878－1913
- H.H 谢赫 阿卜杜拉·本·賈希姆·阿勒薩尼，1913－1949
- H.H 谢赫 阿里·本·阿卜杜拉·阿勒薩尼，1949－1960（卡塔尔独立）
- H.H 谢赫 艾哈邁德·本·阿里·阿勒薩尼，1960－1972

### 埃米尔
- H.H 谢赫 艾哈迈德·本·阿里·本·阿卜杜拉·阿勒萨尼（1971年9月3日－1972年2月22日）
- H.H 谢赫 哈利法·本·哈马德·阿勒萨尼（1972年2月22日－1995年6月27日）
- H.H 谢赫 哈马德·本·哈利法·阿勒萨尼（1995年6月27日－2013年6月25日）
- H.H 谢赫 塔米姆·本·哈马德·阿勒萨尼（2013年6月25日－）